# 古山洋右
古山 洋右（ふるやま ようすけ、1933年 - 1995年2月27日）は日本の牧師。

## 生涯
1933年、埼玉県に生まれる。1954年に日本福音自由聖書学院卒業した後、同年11月に浦和福音自由教会の牧師に就任する。1960年八木純子と結婚する。1962年に浦和福音自由教会を辞任して、米国トリニティ神学校に留学する。卒業して帰国後、京都、八尾、東京武蔵野の福音自由教会の牧師を務める。
1980年ビリー・グラハム国際大会と1994年ビリーグラハム大会において通訳を務める。
1995年、進行性末期膵臓癌のために死去する。

## 訳書
- テモテ・ワーナー「神の栄光のために（霊的戦い）」新教出版、1995年